# Sarah Bäckman
Sarah Bäckman (Estocolmo, 8 de dezembro de 1991) é uma ex-lutadora de braço sueca. Ela está atualmente trabalhando para a WWE em seu território de desenvolvimento, NXT Wrestling. Bäckman competiu como "Spirit" na versão sueca da franquia Gladiators, da MGM Television. Ela é conhecida pela sua passagem na WWE, onde ficou de 2013 a 2014.

## Carreira como lutadora de braço (2006-2013)

### Campeã de luta de braço (2006-2013)
Sarah começou a praticar a luta de braço com 14 anos. Ela é um das lutadoras de braço mais condecoradas do mundo. Sarah foi oito vezes Campeã Mundial de Luta de Braço, Campeã Europeia de Luta de Braço oito vezes, e 11 vezes Campeã Sueca de Luta de Braço. Aposentou-se da luta de braço para prosseguir uma carreira de wrestling em maio de 2013, quando ela decidiu assinar com a WWE.

## Gladiators
Bäckman foi "Spirit" na versão sueca do Gladiators (ou Gladiatorerna como o show, que vai ao ar na TV4, é nomeado na Suécia). Bäckman substituiu "Stinger", que foi interpretado por Cajsa Nilsson. Em um artigo para o jornal sueco Aftonbladet, Bäckman disse que "ser um Gladiador era um sonho de infância dela".

## Carreira no pro wrestling

### WWE (2013-2014)

#### NXT Wrestling (2013-2014)
Em março de 2013, foi relatado que Bäckman assinou um contrato de desenvolvimento com a WWE e iria para o território de desenvolvimento, o NXT Wrestling. Foi para a Flórida no verão de 2013. Bäckman pediu para ser liberada de seu contrato em 30 de abril de 2014.